# Fura-bucho-de-cara-cinza
O fura-bucho-de-cara-cinza ou grazina-de-asas-grandes (Pterodroma macroptera) é uma espécie de ave da família Procellariidae.

## Taxonomia
A espécie era anteriormente subdividida em duas subespécies: P. m. macroptera e P. m. gouldi. A última, endêmica da Nova Zelândia, foi elevada a espécie em 2014, Pterodroma gouldi. Um outro estudo de 2016 reforçou o status de P. gouldi como espécie própria.

## Descrição
Trata-se de uma grande ave marinha, com um comprimento corporal de 42–45 cm. A plumagem é completamente marrom-escura, exceto por uma variável faixa esbranquiçada próximo da base do bico, o qual é preto.
Diferencia-se da pardela-escura e do bobo-de-cauda-curta pelas partes inferiores das asas completamente escuras e pelo bico atarracado.

## Distribuição

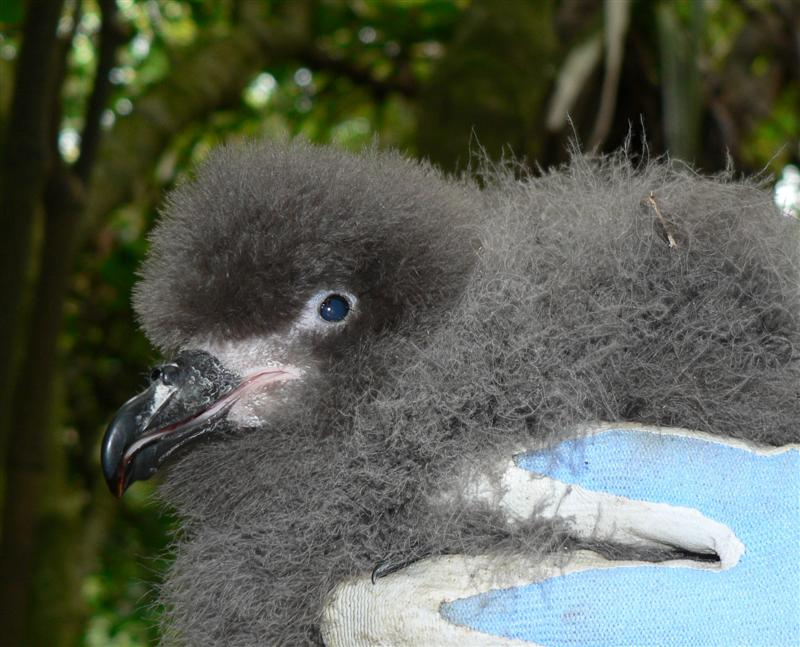
Filhote de fura-bucho-de-cara-cinza.

O fura-bucho-de-cara-cinza procria no Hemisfério Sul, entre os paralelos 30 e 50, com colônias em Tristão da Cunha, nas ilhas de Gonçalo Álvares, Crozet, Príncipe Eduardo e Kerguelen, e nas costas ao sul da Austrália. É um raro vagante do Oceano Pacífico na costa da Califórnia, nos Estados Unidos.

## Ecologia
- Commons
- Wikispecies

A espécie alimenta-se principalmente de lulas e, em menor grau, de peixes e crustáceos. As presas geralmente são capturadas à noite, através de mergulhos próximo da superfície da água. Ocasionalmente segue baleias e se associa com outras espécies de aves próximas para se alimentar. O período reprodutivo ocorre durante o inverno no Hemisfério Sul, iniciando em abril. Os ninhos podem ser unitários ou em pequenas colônias, localizados em tocas ou acima do solo entre rochas ou vegetação baixa.